# Syamer Kutty Abba
Muhammad Syamer bin Kutty Abba (Penang, 1º ottobre 1997) è un calciatore malaysiano, centrocampista del Penang in prestito dallo Johor Darul Ta'zim e della Nazionale malaysiana.

## Carriera

### Club
Nel dicembre 2017, dopo aver militato nelle file del Penang, è stato acquistato dallo Johor Darul Ta'zim. Il 27 gennaio 2018 si è trasferito in prestito al Vilaverdense, club portoghese. Nell'estate 2018 è tornato allo Johor Darul Ta'zim. Il 12 aprile 2024 si è trasferito in prestito al Penang.

### Nazionale
Ha debuttato in Nazionale maggiore il 10 ottobre 2017, in Hong Kong-Malaysia (2-0). Ha messo a segno la sua prima rete con la selezione malaysiana il 27 maggio 2022, nell'amichevole Malaysia-Brunei (4-0), siglando il gol del momentaneo 2-0 al minuto 45 del primo tempo. Ha partecipato, con la selezione malaysiana, alle edizioni 2018 e 2024 della AFF Cup e alla Coppa d'Asia 2023. È sceso in campo, inoltre, nelle qualificazioni ai Mondiali 2022 e 2026, oltre che nelle qualificazioni alla Coppa d'Asia 2019 e 2023.

## Statistiche

### Cronologia presenze e reti in nazionale
Statistiche aggiornate al 22 dicembre 2024.

| Cronologia completa delle presenze e delle reti in nazionale ― Malaysia | Cronologia completa delle presenze e delle reti in nazionale ― Malaysia | Cronologia completa delle presenze e delle reti in nazionale ― Malaysia | Cronologia completa delle presenze e delle reti in nazionale ― Malaysia | Cronologia completa delle presenze e delle reti in nazionale ― Malaysia | Cronologia completa delle presenze e delle reti in nazionale ― Malaysia | Cronologia completa delle presenze e delle reti in nazionale ― Malaysia | Cronologia completa delle presenze e delle reti in nazionale ― Malaysia |
| Data                                                                    | Città                                                                   | In casa                                                                 | Risultato                                                               | Ospiti                                                                  | Competizione                                                            | Reti                                                                    | Note                                                                    |
| ----------------------------------------------------------------------- | ----------------------------------------------------------------------- | ----------------------------------------------------------------------- | ----------------------------------------------------------------------- | ----------------------------------------------------------------------- | ----------------------------------------------------------------------- | ----------------------------------------------------------------------- | ----------------------------------------------------------------------- |
| 10-10-2017                                                              | Wanchai                                                                 | Hong Kong                                                               | 2 – 0                                                                   | Malaysia                                                                | Qual. Coppa d'Asia 2019                                                 | -                                                                       | 43’ 74’                                                                 |
| 10-11-2017                                                              | Buriram                                                                 | Corea del Nord                                                          | 4 – 1                                                                   | Malaysia                                                                | Qual. Coppa d'Asia 2019                                                 | -                                                                       | 46’                                                                     |
| 12-10-2018                                                              | Colombo                                                                 | Sri Lanka                                                               | 1 – 4                                                                   | Malaysia                                                                | Amichevole                                                              | -                                                                       |                                                                         |
| 16-10-2018                                                              | Malacca                                                                 | Malaysia                                                                | 0 – 1                                                                   | Kirghizistan                                                            | Amichevole                                                              | -                                                                       |                                                                         |
| 3-11-2018                                                               | Kuala Lumpur                                                            | Malaysia                                                                | 3 – 0                                                                   | Maldive                                                                 | Amichevole                                                              | -                                                                       |                                                                         |
| 8-11-2018                                                               | Phnom Penh                                                              | Cambogia                                                                | 0 – 1                                                                   | Malaysia                                                                | AFF Cup 2018 - Gironi                                                   | -                                                                       |                                                                         |
| 16-11-2018                                                              | Hanoi                                                                   | Vietnam                                                                 | 2 – 0                                                                   | Malaysia                                                                | AFF Cup 2018 - Gironi                                                   | -                                                                       | 13’ 72’                                                                 |
| 24-11-2018                                                              | Kuala Lumpur                                                            | Malaysia                                                                | 3 – 0                                                                   | Birmania                                                                | AFF Cup 2018 - Gironi                                                   | -                                                                       |                                                                         |
| 1-12-2018                                                               | Kuala Lumpur                                                            | Malaysia                                                                | 0 – 0                                                                   | Thailandia                                                              | AFF Cup 2018 - Semifinali                                               | -                                                                       |                                                                         |
| 5-12-2018                                                               | Bangkok                                                                 | Thailandia                                                              | 2 – 2                                                                   | Malaysia                                                                | AFF Cup 2018 - Semifinali                                               | -                                                                       |                                                                         |
| 11-12-2018                                                              | Kuala Lumpur                                                            | Malaysia                                                                | 2 – 2                                                                   | Vietnam                                                                 | AFF Cup 2018 - Finale                                                   | -                                                                       | 62’                                                                     |
| 15-12-2018                                                              | Hanoi                                                                   | Vietnam                                                                 | 1 – 0                                                                   | Malaysia                                                                | AFF Cup 2018 - Finale                                                   | -                                                                       | 40’                                                                     |
| 2-6-2019                                                                | Kuala Lumpur                                                            | Malaysia                                                                | 2 – 0                                                                   | Nepal                                                                   | Amichevole                                                              | -                                                                       | 70’                                                                     |
| 11-6-2019                                                               | Kuala Lumpur                                                            | Timor Est                                                               | 1 – 5                                                                   | Malaysia                                                                | Qual. Mondiali 2022                                                     | -                                                                       | 63’                                                                     |
| 5-9-2019                                                                | Giacarta                                                                | Indonesia                                                               | 2 – 3                                                                   | Malaysia                                                                | Qual. Mondiali 2022                                                     | -                                                                       | 82’                                                                     |
| 10-9-2019                                                               | Kuala Lumpur                                                            | Malaysia                                                                | 1 – 2                                                                   | Emirati Arabi Uniti                                                     | Qual. Mondiali 2022                                                     | -                                                                       | 66’                                                                     |
| 9-11-2019                                                               | Kuala Lumpur                                                            | Malaysia                                                                | 1 – 0                                                                   | Tagikistan                                                              | Amichevole                                                              | -                                                                       |                                                                         |
| 14-11-2019                                                              | Kuala Lumpur                                                            | Malaysia                                                                | 2 – 1                                                                   | Thailandia                                                              | Qual. Mondiali 2022                                                     | -                                                                       | 15’                                                                     |
| 19-11-2019                                                              | Kuala Lumpur                                                            | Malaysia                                                                | 2 – 0                                                                   | Indonesia                                                               | Qual. Mondiali 2022                                                     | -                                                                       |                                                                         |
| 23-5-2021                                                               | Dubai                                                                   | Kuwait                                                                  | 4 – 1                                                                   | Malaysia                                                                | Amichevole                                                              | -                                                                       | 65’                                                                     |
| 28-5-2021                                                               | Riffa                                                                   | Bahrein                                                                 | 2 – 0                                                                   | Malaysia                                                                | Amichevole                                                              | -                                                                       |                                                                         |
| 3-6-2021                                                                | Dubai                                                                   | Emirati Arabi Uniti                                                     | 4 – 0                                                                   | Malaysia                                                                | Qual. Mondiali 2022                                                     | -                                                                       |                                                                         |
| 11-6-2021                                                               | Dubai                                                                   | Malaysia                                                                | 1 – 2                                                                   | Vietnam                                                                 | Qual. Mondiali 2022                                                     | -                                                                       | 51’                                                                     |
| 23-3-2022                                                               | Singapore                                                               | Malaysia                                                                | 2 – 0                                                                   | Filippine                                                               | Amichevole                                                              | -                                                                       |                                                                         |
| 26-3-2022                                                               | Singapore                                                               | Singapore                                                               | 2 – 1                                                                   | Malaysia                                                                | Amichevole                                                              | -                                                                       | 70’                                                                     |
| 27-5-2022                                                               | Kuala Lumpur                                                            | Malaysia                                                                | 4 – 0                                                                   | Brunei                                                                  | Amichevole                                                              | 1                                                                       | 46’                                                                     |
| 1-6-2022                                                                | Kuala Lumpur                                                            | Malaysia                                                                | 2 – 0                                                                   | Hong Kong                                                               | Amichevole                                                              | -                                                                       | 79’                                                                     |
| 8-6-2022                                                                | Kuala Lumpur                                                            | Malaysia                                                                | 3 – 1                                                                   | Turkmenistan                                                            | Qual. Coppa d'Asia 2023                                                 | -                                                                       |                                                                         |
| 11-6-2022                                                               | Kuala Lumpur                                                            | Malaysia                                                                | 1 – 2                                                                   | Bahrein                                                                 | Qual. Coppa d'Asia 2023                                                 | -                                                                       |                                                                         |
| 14-6-2022                                                               | Kuala Lumpur                                                            | Malaysia                                                                | 4 – 1                                                                   | Bangladesh                                                              | Qual. Coppa d'Asia 2023                                                 | -                                                                       | 81’                                                                     |
| 23-3-2023                                                               | Iskandar Puteri                                                         | Malaysia                                                                | 1 – 0                                                                   | Turkmenistan                                                            | Amichevole                                                              | -                                                                       | 73’                                                                     |
| 28-3-2023                                                               | Iskandar Puteri                                                         | Malaysia                                                                | 2 – 0                                                                   | Hong Kong                                                               | Amichevole                                                              | -                                                                       | 56’                                                                     |
| 14-6-2023                                                               | Gong Badak                                                              | Malaysia                                                                | 4 – 1                                                                   | Isole Salomone                                                          | Amichevole                                                              | -                                                                       |                                                                         |
| 8-1-2024                                                                | Doha                                                                    | Siria                                                                   | 2 – 2                                                                   | Malaysia                                                                | Amichevole                                                              | -                                                                       |                                                                         |
| 20-1-2024                                                               | Doha                                                                    | Bahrein                                                                 | 1 – 0                                                                   | Malaysia                                                                | Coppa d'Asia 2023 - Gironi                                              | -                                                                       | 19’ 46’                                                                 |
| 25-1-2024                                                               | Al Wakrah                                                               | Corea del Sud                                                           | 3 – 3                                                                   | Malaysia                                                                | Coppa d'Asia 2023 - Gironi                                              | -                                                                       | 84’                                                                     |
| 26-3-2024                                                               | Kuala Lumpur                                                            | Malaysia                                                                | 0 – 2                                                                   | Oman                                                                    | Qual. Mondiali 2026                                                     | -                                                                       | 46’                                                                     |
| 4-9-2024                                                                | Kuala Lumpur                                                            | Malaysia                                                                | 2 – 1                                                                   | Filippine                                                               | Amichevole                                                              | 1                                                                       |                                                                         |
| 8-9-2024                                                                | Kuala Lumpur                                                            | Malaysia                                                                | 1 – 0                                                                   | Libano                                                                  | Amichevole                                                              | -                                                                       |                                                                         |
| 14-10-2024                                                              | Auckland                                                                | Nuova Zelanda                                                           | 4 – 0                                                                   | Malaysia                                                                | Amichevole                                                              | -                                                                       |                                                                         |
| 14-11-2024                                                              | Bangkok                                                                 | Laos                                                                    | 1 – 3                                                                   | Malaysia                                                                | Amichevole                                                              | -                                                                       | 72’                                                                     |
| 8-12-2024                                                               | Phnom Penh                                                              | Cambogia                                                                | 2 – 2                                                                   | Malaysia                                                                | AFF Cup 2024 - Gironi                                                   | -                                                                       |                                                                         |
| 14-12-2024                                                              | Bangkok                                                                 | Thailandia                                                              | 1 – 0                                                                   | Malaysia                                                                | AFF Cup 2024 - Gironi                                                   | -                                                                       | 52’                                                                     |
| 20-12-2024                                                              | Kuala Lumpur                                                            | Malaysia                                                                | 0 – 0                                                                   | Singapore                                                               | AFF Cup 2024 - Gironi                                                   | -                                                                       |                                                                         |
| Totale                                                                  |                                                                         | Presenze                                                                | 44                                                                      |                                                                         | Reti                                                                    | 2                                                                       |                                                                         |

## Palmarès

### Club

#### Competizioni nazionali
- Liga Super: 6

Johor: 2018, 2019, 2020, 2021, 2022, 2023
- Coppa della Malaysia: 3

Johor: 2019, 2022, 2023
- Malaysia FA Cup: 3

Johor: 2022, 2023, 2024
- Piala Sumbangsih: 7

Johor: 2018, 2019, 2020, 2021, 2022, 2023, 2024